# Orthopsyllus agnatus
Orthopsyllus agnatus är en kräftdjursart som beskrevs av Walter Klie 1956. Orthopsyllus agnatus ingår i släktet Orthopsyllus och familjen Orthopsyllidae. Inga underarter finns listade i Catalogue of Life.